# USS William R. Rush (DD-714)
USS William R. Rush (DD/DDR-714) là một tàu khu trục lớp Gearing được Hải quân Hoa Kỳ chế tạo vào giai đoạn cuối Chiến tranh Thế giới thứ hai. Nó là chiếc tàu chiến thứ ba của Hải quân Mỹ được đặt cái tên này, nhưng là chiếc duy nhất được đóng, vốn được được đặt theo tên Đại tá Hải quân William R. Rush (1857–1940), người tham gia cuộc Chiến tranh Tây Ban Nha-Hoa Kỳ và Chiến tranh Thế giới thứ nhất, và được tặng thưởng Huân chương Danh dự và Huân chương Chữ thập Hải quân. Hoàn tất khi chiến tranh đã kết thúc, con tàu tiếp tục phục vụ trong giai đoạn Chiến tranh Lạnh và Chiến tranh Triều Tiên cho đến khi xuất biên chế năm 1978. Nó được chuyển giao cho Hàn Quốc, và tiếp tục phục vụ cùng Hải quân Hàn Quốc như là chiếc ROKS Kang Won (DD-922) cho đến năm 2000, từng đánh chìm một tàu do thám của Bắc Triều Tiên. Con tàu được giữ lại một thời gian như một tàu bảo tàng tại Jinhae rồi tại Changwon trước khi bị tháo dỡ vào năm 2016.

## Thiết kế và chế tạo
Cái tên William R. Rush nguyên được dự định đặt cho chiếc DE-288, một tàu khu trục hộ tống lớp Rudderow, nhưng kế hoạch chế tạo bị hủy bỏ; và cái tên được chuyển cho chiếc DE-556, một tàu khu trục hộ tống khác thuộc lớp John C. Butler, nhưng tiếp tục bị bị hủy bỏ. Cuối cùng USS William R. Rush được đặt cho chiếc DD-714.
William R. Rush được đặt lườn tại xưởng tàu của hãng Federal Shipbuilding ở Newark, N.J. vào ngày 15 tháng 10 năm 1944. Nó được hạ thủy vào ngày 8 tháng 7 năm 1945; được đỡ đầu bởi bà Dorothy Flagg Biddle, một chị em họ của Đại tá Rush, và nhập biên chế vào ngày 21 tháng 9 năm 1945 dưới quyền chỉ huy của Hạm trưởng, Trung tá Hải quân Theodore E. Vogeley.

## Lịch sử hoạt động

### 1946 - 1949
Sau khi hoàn tất việc trang bị tại Xưởng hải quân New York và chuyến chạy thử máy huấn luyện tại khu vực vịnh Guantánamo, Cuba và Casco Bay, Maine, William R. Rush tham gia đợt tập trận cơ động của Đệ bát Hạm đội ngoài khơi vùng bờ Đông vào tháng 5 năm 1946. Con tàu sau đó di chuyển xuống phía Nam đến Pensacola, Florida, nơi nó phục vụ như tàu canh phòng máy bay cho Ranger (CV-4), khi chiếc tàu sân bay hoạt động huấn luyện chuẩn nhận phi công hải quân. Quay trở lại cảng nhà của nó là Newport, Rhode Island vào ngày 28 tháng 7, nó trải qua thời gian còn lại của năm cho những hoạt động tại chỗ. Nó rời Newport vào ngày 9 tháng 2 năm 1948 cho lượt biệt phái hoạt động đầu tiên ở nước ngoài tại Châu Âu, và đã viếng thăm các cảng Anh, Ireland, Na Uy, Pháp, Đức, Đan Mạch, Maroc và Gibraltar trước khi quay trở về Newport vào tháng 6. Trong hai năm tiếp theo, nó hoạt động dọc theo vùng bờ Đông, thực hành huấn luyện cùng tàu ngầm cũng như hộ tống bảo vệ và canh phòng máy bay cho tàu sân bay.
Vào tháng 7 năm 1949, William R. Rush khởi hành cho một lượt bố trí lâu dài sang vùng biển Châu Âu và Địa Trung Hải vốn kéo dài sang tận năm sau. Con tàu đã ghé qua các các cảng Pháp, Hy Lạp, Crete, Thổ Nhĩ Kỳ, Anh, Scotland, và Bỉ trước khi quay trở về Newport.

### 1950 - 1964
Sau khi trải qua ba tháng tại xưởng tàu ở Boston, Massachusetts để đại tu, William R. Rush tiến hành huấn luyện ôn tập tại khu vực vịnh Guantánamo, Cuba từ tháng 5 đến tháng 7 năm 1950, rồi thực hiện chuyến đi thực tập huấn luyện cho học viên sĩ quan vào giữa tháng 7, vốn đã đưa con tàu đến vùng biển Halifax, Nova Scotia và vịnh Guantánamo. Quay trở về Newport vào ngày 1 tháng 9, chiếc tàu khu trục viếng thăm Argentia và St. John's, Newfoundland trong tháng 10, rồi trải qua phần lớn tháng tiếp theo tham gia Chiến dịch "Convex I", một cuộc tập trận đổ bộ vận tải và tấn công. Nó sau đó được bảo trì tại cảng nhà nhằm chuẩn bị cho lượt bố trí lâu dài tiếp theo.
William R. Rush khởi hành đi sang Viễn Đông vào ngày 3 tháng 1 năm 1951, đi ngang qua kênh đào Panama, Trân Châu Cảng, Midway và Sasebo, Nhật Bản trước khi gia nhập Lực lượng Đặc nhiệm 77 tại vùng biển Triều Tiên. Nó làm nhiệm vụ bắn phá bờ biển đối phương lần đầu tiên trong cuộc Chiến tranh Triều Tiên vào ngày 7 tháng 2, bắn phá các tuyến đường sắt Bắc Triều Tiên dọc bờ biển, và tiếp tục các hoạt động bắn phá và hộ tống tại vùng chiến sự cho đến ngày 13 tháng 6. Nó lên đường quay trở về Hoa Kỳ ngang qua Ấn Độ Dương, kênh đào Suez, Địa Trung Hải và Bắc Đại Tây Dương, hoàn tất một chuyến đi vòng quanh thế giới khi về đến Newport vào ngày 8 tháng 8.
William R. Rush trải qua thời gian còn lại của năm 1951 thực hành cơ động và huấn luyện cho đến cuối năm đó, khi nó đi vào Xưởng hải quân Boston và xuất biên chế vào ngày 21 tháng 12 năm 1951 để được cải biến thành một tàu khu trục cột mốc radar. Con tàu được thay thế những khẩu đội Bofors 40 mm phòng không bằng kiểu pháo 3-inch bắn nhanh, tháo dỡ các ống phóng ngư lôi, và được bổ sung những thiết bị điện tử và radar tiên tiến nhằm giúp nó thực hiện vai trò cảnh báo phòng không sớm, thể hiện những kinh nghiệm có được khi đối phó với máy bay tự sát Kamikaze trong Thế Chiến II tại Thái Bình Dương. Được xếp lại lớp với ký hiệu lườn mới DDR-714 vào ngày 18 tháng 7 năm 1952, con tàu nhập biên chế trở lại vào ngày 3 tháng 9 năm 1952 dưới quyền chỉ huy của Hạm trưởng, Trung tá Hải quân N. B. Macintosh.
Quay trở lại Newport sau chuyến đi chạy thử máy, William R. Rush tiến hành huấn luyện ôn tập tại khu vực vịnh Guantánamo, Cuba trước khi đi đến Mobile Bay, Alabama tham dự lễ hội Mardi Gras. Nó được biệt phái sang phục vụ cùng Đệ Lục hạm đội từ tháng 4 đến tháng 10 năm 1953, rồi quay trở về Hoa Kỳ và hoạt động tại chỗ từ Newport. Cho đến mùa Hè năm sau, nó đã thực tập chống tàu ngầm, canh phòng máy bay cho tàu sân bay cũng như phục vụ như tàu huấn luyện kỹ thuật cho Lực lượng Khu trục Hạm đội Đại Tây Dương. Nó đã đón lên tàu 66 học viên sĩ quan thuộc Hải quân Dự bị Hoa Kỳ cho chuyến đi thực tập sang khu vực quần đảo Anh, viếng thăm các cảng Anh và Ireland trước khi quay trở lại vịnh Guantánamo để huấn luyện. Tiễn các học viên rời tàu tại Newport vào ngày 3 tháng 9 năm 1954, con tàu đi đến Boston, Massachusetts, nơi nó được đại tu trong ba tháng.

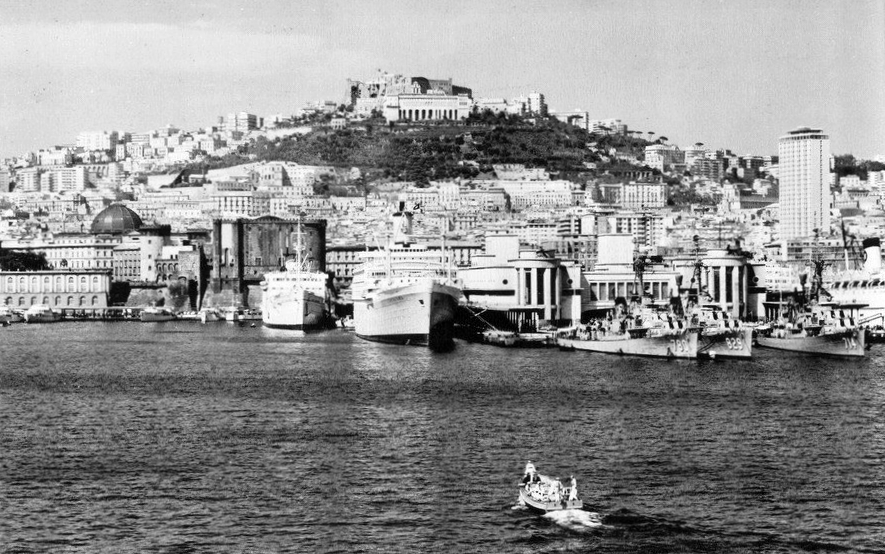
William R. Rush tại Naples, Ý, 1959

Trong một thập niên tiếp theo, từ năm 1954 đến năm 1964, William R. Rush còn được phái sang phục vụ cùng Đệ Lục hạm đội tại Địa Trung Hải thêm tám lần nữa, từng viếng thăm các cảng suốt từ Gibraltar đến Beirut, Liban, bao gồm vịnh Pollensa và Palma, Majorca; Naples và Livorno, Ý; Athens và Salonika, Hy Lạp; Golfe-Juan, Pháp; Barcelona và Rota, Tây Ban Nha. Trong khi phục vụ cùng Đệ Lục hạm đội, nó đã hoạt động canh phòng máy bay cho các tàu sân bay và tham gia các cuộc tập trận của Khối NATO. Tại Golfe-Juan vào năm 1955, nó tiếp đón một vị khách đặc biệt, bà James J. Cabot, con gái Đại tá William R. Rush; và vào năm 1957 nó đưa các học viên sĩ quan thuộc Học viện Hải quân Hoa Kỳ đi thực tập tại Địa Trung Hải. Xen kẻ giữa các chuyến đi này, nó hoạt động dọc bờ biển Đại Tây Dương suốt từ vòng Bắc cực cho đến vùng biển Caribe, đặt cảng nhà tại Newport từ năm 1954 đến năm 1958 rồi chuyển đến Mayport, Florida từ năm 1958 đến năm 1964. Con tàu đã hai lần vượt qua vòng Bắc cực và mùa Thu năm 1957 và cuối năm 1960, cả hai dịp đều trong khuôn khổ các cuộc tập trận của Khối NATO.
Vào mùa Hè năm 1960, William R. Rush nhận lên tàu 35 học viên sĩ quan thuộc Học viện Hải quân và tham gia các hoạt động ngoài khơi vùng bờ Đông của Hạm đội Đại Tây Dương. Nó đã viếng thăm thành phố Quebec, Canada; Hamilton, Bermuda và Poughkeepsie, New York trong chuyến đi này. Sang mùa Thu, nó đã phục vụ tuần tra ngăn chặn sau khi Thủ tướng Cuba Fidel Castro đe dọa các nước Nicaragua và Honduras trong vùng Caribe. Hai năm sau đó, vào mùa Thu năm 1962, sau khi máy bay trinh sát phát hiện việc Liên Xô bố trí những tên lửa đạn đạo tầm trung mang đầu đạn hạt nhân tại Cuba, dẫn đến một vụ khủng hoảng ngoại giao nghiêm trọng, chiếc tàu khu trục đã lên đường để gia nhập Lực lượng Đặc nhiệm 135 làm nhiệm vụ phong tỏa đường biển hòn đảo này. Con tàu đã hoạt động liên tục ngoài khơi từ ngày 20 tháng 10 đến ngày 3 tháng 12, ngoại trừ một giai đoạn được bảo trì và tiếp liệu cặp bên mạn tàu tiếp liệu khu trục Yosemite (AD-19) từ ngày 12 đến ngày 17 tháng 11.

### 1964 - 1969
William R. Rush khởi hành từ Mayport, Florida vào ngày 22 tháng 6 năm 1964 và đi đến Xưởng hải quân New York bốn ngày sau đó, nơi nó được đại tu và nâng cấp trong khuôn khổ Chương trình Hồi sinh và Hiện đại hóa Hạm đội (FRAM: Fleet Rehabilitation and Modernization) kéo dài mười tháng, nhằm mục đích kéo dài tuổi thọ phục vụ thêm khoảng 10-15 năm. Sau khi hoàn tất, con tàu được xếp lại lớp và quay trở lại ký hiệu lườn cũ DD-714.
William R. Rush rời New York vào ngày 30 tháng 4 năm 1965, chuyển cảng nhà trở lại Newport, và tiếp nối những hoạt động thường lệ cùng Hạm đội Đại Tây Dương. Trong vai trò một tàu khu trục chống tàu ngầm trong thành phần Hải đội Khu trục 10, phạm vi hoạt động của nó trải rộng suốt vùng bờ Đông từ Newport cho đến Key West, Florida. Quay trở lại Newport vào ngày 27 tháng 7 sau một chuyến huấn luyện ôn tập tại khu vực vịnh Guantánamo và một tuần phục vụ cùng Trường Sonar Hạm đội tại Key West, nó đón lên tàu 25 học viên sĩ quan thuộc Hải quân Dự bị cho một chuyến đi kéo dài ba tuần, nơi nó cùng những đơn vị Hải quân Hoàng gia Canada tham gia cuộc Tập trận "CANUS SILEX 1-65".
William R. Rush quay trở lại Newport, nơi nó được bảo trì cặp bên mạn chiếc Yosemite, rồi trải qua hai tuần lễ thực tập huấn luyện trước khi đi xuống phía Nam, nơi nó phục vụ cùng Trường Sonar Hạm đội tại Key West trong một tháng. Trong đợt này, vào tháng 9, nó đã giúp cứu vớt bảy người Cuba trên hai con tàu gặp trục trặc động cơ và có nguy cơ bị lật úp do biển động mạnh. Những người Cuba này đang trên đường quay trở lại quê nhà để đón thân nhân của họ đi sang Hoa Kỳ.
William R. Rush quay trở lại Newport ngay trước dịp Lễ Tạ ơn năm 1965 và trải qua thời gian còn lại của năm hoạt động tại vùng biển nhà. Nó khởi hành vào ngày 14 tháng 2 năm 1966 cho lượt phục vụ thứ mười tại Địa Trung Hải, nơi nó đã viếng thăm thiện chí các cảng Ý, Rhodes, Sicily và Thổ Nhĩ Kỳ. Con tàu cũng đã tham gia các cuộc thực tập chống tàu ngầm cùng các đơn vị Hoa Kỳ và Tây Ban Nha, cuộc Tập trận "Spanex 1-66" cùng các đợt cơ động thực hành của Đệ Lục hạm đội, trước khi được thay phiên tại Gibraltar vào ngày 21 tháng 6 và quay trở về Hoa Kỳ.
William R. Rush trải qua thời gian còn lại của năm 1966 cho các hoạt động dọc theo vùng bờ Đông, suốt từ Newport cho đến vùng Virginia Capes, thực hiện một loạt các đợt thực hành bao gồm hỗ trợ hải pháo và chống tàu ngầm. Sang đầu năm 1967, con tàu được nâng cấp năng lực chống tàu ngầm khi được bổ sung hai máy bay trực thăng không người lái chống tàu ngầm Gyrodyne QH-50 DASH có thể mang ngư lôi chống tàu ngầm. Nó rời Newport vào ngày 1 tháng 3, 1967, tháp tùng tàu tuần dương Galveston (CLG-3) vượt Đại Tây Dương, ghé qua Gibraltar, Sardinia và Athens trước khi băng qua kênh đào Suez vào ngày 1 tháng 4.
William R. Rush thay phiên cho tàu khu trục Steinaker tại Port Suez vào ngày hôm sau, rồi khởi hành đi Bahrain. Trên đường đi, nó được tiếp nhiên liệu từ tàu chở dầu Pháp Aritrea tại Massawa, Ethiopia vào ngày 6 tháng 4. Đi đến Bahrain vào ngày 13 tháng 4, nó gia nhập cùng Valcour (AGF-1), soái hạm của Chuẩn đô đốc E. R. Eastwold, Tư lệnh Lực lượng Trung Đông. Trong những tuần lễ tiếp theo, chiếc tàu khu trục viếng thăm đảo Masirah, Oman, nơi Không quân Hoàng gia Anh duy trì một sân bay hậu cần nhỏ; Karachi, Pakistan; và Massawa nơi nó được tiếp nhiên liệu. Nó quay trở về Port Suez vào ngày 21 tháng 5, và được tàu khu trục Fiske (DD-842) thay phiên.
William R. Rush băng qua kênh đào Suez vào ngày hôm sau để quay trở lại Địa Trung Hải, vào lúc mà tình hình căng thẳng sau khi Tổng thống Cộng hòa Ả Rập Thống nhất Gamal Abdel Nasser, vào ngày 17 tháng 5 đã yêu cầu Lực lượng Viễn chinh Liên Hợp Quốc (UNEF) rút quân khỏi Ai Cập và dải Gaza ngay lập tức; Ai Cập bắt đầu tuần tra bờ biển Israel từ ngày 20 tháng 5. Chiếc tàu khu trục đã cặp bên mạn tàu tiếp liệu khu trục Tidewater (AD-31) vào những ngày đầu tháng 6 để được bảo trì và tiếp liệu; tuy nhiên xung đột đã bùng nổ giữa Israel và các nước láng giềng Ả Rập vào ngày 5 tháng 6, buộc nó phải cấp tốc lên đường làm nhiệm vụ.
William R. Rush hoạt động cùng các đơn vị thuộc Đệ Lục hạm đội, tiến hành các hoạt động tuần tra khẩn cấp đề phòng chiến tranh lan rộng cho đến ngày 17 tháng 6. Nó ghé vào cảng Istanbul từ ngày 21 đến ngày 26 tháng 6, trước khi phục vụ hộ tống và canh phòng máy bay cho tàu sân bay America (CVA-66) tại khu vực phía Nam đảo Crete. Sau đó nó viếng thăm Kavalla, Hy Lạp cùng Sardinia và Rota trên đường quay trở về nhà, và về đến Newport vào ngày 20 tháng 7. Trong mùa Thu năm đó, nó hoạt động ngoài khơi bờ biển Florida, phục vụ cùng Trường Sonar Hạm đội trong việc huấn luyện sĩ quan sonar, và tham gia các đợt thực hành chống tàu ngầm. Con tàu được nghỉ ngơi và bảo trì tại cảng nhà trong thời gian còn lại của năm.
Vào cuối tháng 1, 1968, William R. Rush phục vụ như tàu huấn luyện cho Trường Khu trục Hải quân từ căn cứ Newport. Đến giữa tháng 3, nó đón lên tàu 32 học viên sĩ quan khu trục rồi cùng các tàu khu trục Gainard (DD-706) và Glennon (DD-840) lên đường đi đến vùng biển Caribe. Chuyến đi thực tập này đã đưa nó viếng thăm St. Croix, quần đảo Virgin thuộc Mỹ và San Juan, Puerto Rico. Không lâu sau khi quay trở về cảng nhà, con tàu đi đến Xưởng hải quân Boston cho một đợt đại tu kéo dài bốn tháng.

### 1970 - 1978
Trong những năm tiếp theo, William R. Rush còn thực hiện hai chuyến đi sang vùng biển Địa Trung Hải vào đầu năm 1969, và từ mùa Thu năm 1970 đến mùa Xuân năm 1971. Xen kẻ vào đó là những hoạt động thường lệ dọc theo vùng bờ Đông và vùng biển Caribe. Con tàu đã cùng Đệ Lục hạm đội viếng thăm Rota và Barcelona, Tây Ban Nha; Piraeus, Hy Lạp; Venice, Genoa và San Remo, Ý; Sfax, Tunisia; và Valletta, Malta.
Trong các lượt hoạt động này, William R. Rush tham gia các đợt cơ động hạm đội và thực hành, bao gồm hoạt động canh phòng máy bay cho các tàu sân bay Forrestal (CVA-59) và John F. Kennedy (CVA-67), và tham gia cuộc Tập trận Dawn Patrol của Khối NATO. Quay trở về nhà, nó viếng thăm Liverpool, Anh và Oslo, Na Uy, và dành ra thời gian hoạt động tại khu vực Bắc Đại Tây Dương, đôi khi vượt qua vòng Bắc Cực, cùng một đặc đặc nhiệm tìm-diệt tàu ngầm, trong đó có tàu sân bay Wasp (CVS-18), nhằm hoàn thiện chiến thuật chống ngầm.
William R. Rush từng đảm trách một nhiệm vụ tình báo đặc biệt trong lượt phục vụ cùng Đệ Lục hạm đội tại Địa Trung Hải trong giai đoạn 1970-1971. Nó rời Naples vào ngày 23 tháng 1, 1971, và trong ngày tiếp theo đã theo dõi hoạt động của chiếc tàu sân bay trực thăng Liên Xô Leningrad trong vịnh Sallum, Ai Cập. Sau khi thu thập những thông tin tình báo về đặc tính và hoạt động của con tàu Xô Viết, nó quay trở lại hoạt động thường lệ trước khi quay trở về Newport vào ngày 2 tháng 5, 1971.
Vào ngày 5 tháng 4, 1972, William R. Rush cùng với tàu khu trục Charles H. Roan (DD-853) rời Newport để hướng sang khu vực Trung Đông và Ấn Độ Dương. Trên đường đi, con tàu đã viếng thăm Port-au-Spain, Trinidad; Recife, Brazil; Luanda, Angola; và Lourenço Marques, Mozambique trước khi đi đến Port Louis, Mauritius vào ngày 11 tháng 5. Sau đó nó còn ghé qua các cảng Moroni, Grande Comore thuộc quần đảo Comore; Mombasa, Kenya; Karachi, Pakistan; và đảo Kharg ngoài khơi bờ biển Iran. Ngoài ra nó cũng trải qua hai tuần được được bảo trì tại Bahrain, cảng nhà của Lực lượng Trung Đông, nơi con tàu đượ vinh dự tiếp đón Ngoại trưởng William P. Rogers viếng thăm vào ngày 3 tháng 7. Sau đó chiếc tàu khu trục ghé đến cảng Dammam, Saudi Arabia nơi nó đón lên tàu 19 sĩ quan Hải quân Hoàng gia Saudi để huấn luyện từ ngày 15 đến ngày 19 tháng 7.
Một chuyến đi sang khu vực Hồng Hải đã đưa William R. Rush đi đến cảng Massawa, và trong lượt về đã ghé qua Mombasa, Port Louis và Bahrain. Trong giai đoạn được bố trí và trong quá trình di chuyển giữa các cảng, chiếc tàu khu trục đã hai lần tiến hành khảo sát những vị trí thả neo của Hải quân Liên Xô gần đảo Socotra và Cape Guardafui cùng một lần tại đảo Coëtivy thuộc quần đảo Seychelles; tại khu vực này con tàu đóng vai trò một sứ giả thiện chí và biểu dương lực lượng tại một khu vực mà sự hiện diện của lực lượng Liên Xô ngày càng rõ nét. Cuối cùng, sau khi tiến hành tập trận cùng Charles H. Roan và tàu frigate Anh HMS Lowestoft (F103), nó rời Bahrain tiếp tục chuyến đi vòng quanh thế giới, ghé qua các cảng Karachi, Pakistan; Colombo, Sri Lanka; Singapore; Hong Kong; Yokosuka, Nhật Bản; Midway; Trân Châu Cảng; San Diego; rồi băng qua kênh đào Panama trước khi về đến Newport vào ngày 31 tháng 10, 1972.
William R. Rush sau đó tiếp nối các hoạt động tại chỗ từ Newport cho đến tháng 3, 1973, khi nó được đại tu tại Xưởng hải quân Boston. Nó được phân về Hải đội Khu trục 28 vào ngày 2 tháng 7 để phục vụ như một tàu huấn luyện cho Hải quân Dự bị Hoa Kỳ. Cảng nhà của nó được chuyển đến Fort Schuyler, Bronx, New York, và trong năm năm tiếp theo nó phục vụ huấn luyện cho nhân sự của Hải quân Dự bị, hoạt động trong khu vực kéo dài từ Virginia Capes cho đến Halifax, Nova Scotia. Con tàu được cho xuất biên chế tại Fort Schuyler vào ngày 1 tháng 7, 1978, đồng thời cũng được rút tên khỏi danh sách Đăng bạ Hải quân cùng ngày hôm đó để được chuyển giao cho Cộng hòa Hàn Quốc theo Chương trình Hỗ trợ Quân sự.

### ROKSKang Won(DD-922)
Chiếc tàu khu trục tiếp tục phục vụ cùng Hải quân Cộng hòa Hàn Quốc như là chiếc  ROKS Kang Won (DD-922). Con tàu đã tham gia nhiều cuộc tuần tra tại Hoàng Hải và biển Nhật Bản. Nó được cải biến sàn sau thành một sàn đáp dành cho máy bay trực thăng vào năm 1983, và mang theo một máy bay trực thăng Allouette III. Một năm sau đó, 1984, tên lửa phóng từ chiếc máy bay trực thăng của Kang Won đã đánh trúng một tàu do thám của phía Bắc Triều Tiên trong biển Nhật Bản, và sau đó con tàu đối phương bị hải pháo của nó đánh chìm. Nó trở thành chiếc tàu chiến Hàn Quốc được tặng thưởng nhiều nhất khi nó ngừng hoạt động năm 1999 và xuất biên chế vào ngày 31 tháng 12, 2000.
Trong một thời gian, Kang Won phục vụ như một tàu bảo tàng tại Căn cứ Hải quân Jinhae, Changwon, và sau đó chuyển đến Công viên Nước Changwon (창원해양공원). Nó được hoàn trả cho Hải quân vào ngày 30 tháng 11, 2016, rồi đến ngày 3 tháng 12, 2016 được kéo đến cảng Dadaepo tại Busan để tháo dỡ.